# Langendamm (Spreenhagen)
Langendamm ist ein Wohnplatz im Ortsteil Markgrafpieske der Gemeinde Spreenhagen im Landkreis Oder-Spree im Land Brandenburg.

## Geografische Lage
Der Wohnplatz liegt rund fünf Kilometer östlich des Gemeindezentrums und dort rund einen Kilometer nördlich von Markgrafpieske. Nördlich von Langendamm befindet sich, direkt am Oder-Spree-Kanal, der weitere Ortsteil Braunsdorf mit seinem Gemeindeteil Göllmitz und dem Wohnplatz Luisenhof, östlich liegt der weitere Wohnplatz Pankentheerhütte. Südwestlich befinden sich die beiden weiteren Wohnplätze Fichtenwall und Winkel. Die Wohnbebauung erstreckt sich um den historischen Dorfanger im Westen der Gemarkung sowie ein Neubaugebiet, das sich westlich entlang der Landstraße 36 nach Markgrafpieske anschließt. Die weiteren Flächen werden vorwiegend landschaftlich genutzt und durch den Markgrafpiesker Hauptgraben entwässert. Nördlich der Wohnbebauung ist ein unbenannter See.

## Geschichte
Im Jahr 1766 ließ Friedrich II. auf „Grund und Boden“ des Vorwerk von Markgrafpieske eine Kolonie mit fünf Tagelöhnerhäusern anlegen, die mit 20 ausländischen Familien besetzt wurde. Einer von ihnen war beispielsweise Johann Georg Kret(d)er aus Württemberg. Bereits ein Jahr später erschien das Dorf urkundlich in seiner heute noch vorhandenen Schreibweise Langendamm. In den folgenden Jahrzehnten zogen zahlreiche weitere Familien nach, so dass in Langendamm im Jahr 1774 bereits 181 Einwohner lebten. Es bestand aus 48 Büdnern „und anderen“, die 29 Feuerstellen (=Haushalte) betrieben, davon zehn in Mehrfamilienhäusern (1775). Aus dem Jahr 1798 wurde von 24 Familien berichtet, die je ein Morgen (Mg) Gartenland und 1 Mg Wiese besaßen und in fünf Häusern mit je vier „Stuben“ und weiteren zwei Häusern mit je zwei Stuben lebten.
Nach diesem ersten Aufschwung kam es in der Folgezeit zu keinen wesentlichen Veränderungen. Im Jahr 1801 bestand die Kolonie aus 24 Einliegern sowie einigen Handwerkern. In Summe wurden 21 Feuerstellen betrieben und 250 Mg Holz geschlagen. Im Jahr 1837 waren es 24 Wohnhäuser. Bis 1858 war Langendamm auf 36 Wohn- und 46 Wirtschaftsgebäude angewachsen. Das Dorf war 350 Mg groß und bestand zu 34 Mg aus Gehöften. Weitere vier Morgen dienten als Gartenland, 209 Mg als Acker und 103 Mg als Wiese. Die Kolonisten erhielten die Erlaubnis, Forstflächen in Erbpacht zu erwerben. In dieser Zeit war der Wohnplatz Göllmitz entstanden. Mit den Kolonisten aus Langendamm war die Ansiedlung auf 39 Kolonistenfamilien angewachsen (1856). Langendamm war im Jahr 1883 insgesamt 72 Hektar groß, davon 35 Hektar Ackerland und 28 Hektar Wiese (einschließlich Göllmitz). In Langendamm und Göllmitz standen im Jahr 1885 insgesamt 46 Wohngebäude. Im Jahr 1897 erfolgte der Zusammenschluss mit den Gemeinden Wulschen und Alt Markgrafpieske zur Gemeinde Alt Markgrafpieske, die ein Jahr später nur noch als Markgrafpieske bezeichnet wurde.
Im Jahr 1927 wurde das Dorf als „Ansiedlung und Försterei“ bezeichnet. Zwei Jahre später kam es zu einer Flurbereinigung, bei der die Försterei des aufgelösten Gutsbezirks Kolpin mit Ausnahme der an die Gemeinde Braunsdorf fallenden Exklave Göllmitz mit der Gemeinde Markgrafpieske vereinigt wurden. Im Jahr 1950 wurde Langendamm ein Wohnplatz, 1973 ein Ortsteil von Markgrafpieske. Im Ort bestand im Jahr 1977 eine Revierförsterei.

## Bevölkerungsentwicklung
| Jahr      | 1774 | 1801 | 1817 | 1837 | 1858 | 1885             | 1895             | 1925               |
| Einwohner | 171  | 160  | 179  | 196  | 244  | 320 mit Göllmitz | 249 mit Göllmitz | 3 (nur Försterei?) |